# Sound Recorder
Sound Recorder е програма за звукозапис, включена в Microsoft Windows.

## Характеристики
Sound Recorder може да записва звук от микрофон. Също така много модерни звукови карти позволяват техните изходящи потоци да се записват чрез проследяващ поток. Записаното аудио може да се запази като .wav файл. Sound Recorder може да отваря компресирани и некомпресирани .wav файлове, но за отваряне на компресирани файлове трябва да бъде инсталиран аудио кодек, използван от файла, в мениджъра на аудио компресиите (Audio Compression Manager).
Във всички версии на Windows преди Windows Vista Sound Recorder е бил базиран на мениджъра на аудио компресиите. Можел е да отваря и запазва 8-битови и 16-битови файлове в некомпресиран PCM формат (.wav) от 8 kHz до 48 kHz, включително CD Quality.
Въпреки че Sound Recorder записва само в .wav формат, може да използва всеки от инсталираните кодеци, за да компресира аудиото.
Всички версии до Windows Vista можели да извършват обикновени аудио трансформации:
- Промяна на битрейт, bit depth и sampling rate на аудио файл;
- компресиране на аудио файлове с помощта на инсталираните ACM кодеци или конвертирането им в друг формат на кодека;
- Смесване/Добавяне на аудио от други файлове;
- Увеличаване или намаляване на силата на звука;
- Увеличаване или намаляванена скоростта на възпроизвеждане;
- Добавяне на ехо;
- Възпроизвеждане на аудио отзад напред;
- Разделяне на части на аудиото.

По-старите версии на Sound Recorder записват аудиото в паметта, а не на хард диска, а дължината на звукозапис са до 60 секунди. Въпреки това има няколко начина за премахване на това ограничение. Когато се запишат 60 секунди, можем да натиснем бутона за записване отново, за да записваме още една минута. Тази процедура може да се повтаря, докато не се направи запис с желаната дължина. Също така може да бъде отворен празен файл с желаната дължина и да се записва в него. Потребителят може да използва функцията за увеличаване или намаляване на скоростта на възпроизвеждане многократно.
В изданията преди Windows Vista, на компютри с повече от 2Gb RAM, след записване, Sound Recorder ще покаже съобщение за грешка, показваща, че няма достатъчно памет. Този проблем не може да бъде разрешен по друг начин, освен с понижаване на количеството физическа памет.
Новата версия на Sound Recorder, включена в Windows Vista използва хард диска за записване на аудио и може да записва докато не свърши мястото на диска. Тагове като Автор, Албум, Заглавие, Жанр могат да се вградят в аудио файла от Save dialog. На Sound Recorder обаче вече му липсват няколко опции, достъпни в по-ранните версии на програмата. Не може да отваря WAV и WMA файлове и по подразбиране записва само във WMA формат с висока компресия на 96kbit/s. Всички основни характеристики за преработка на аудио са премахнати — най-вече способността да се възпроизведе аудио файл, но липсват още и добавянето на ехо, възпроизвеждането на аудио отзад напред, промяна на силата на звука, промяна на sample rate, разделянето на части, както и добавяне и смесване на аудио. В интерфейса липсва графиката на звуковите вълни.
Както другите компоненти на Microsoft Windows, така и за този са излезли свободни програми, целящи заместването на Sound Recorder. Тези програми често имат повече свойства, но трябва да се внимава дали те се обновяват от доверен източник, за да бъдем сигурни, че зловреден софтуер не се пуска в действие, когато стартираме подобни програми.
|  | Тази страница частично или изцяло представлява превод на страницата Sound Recorder в Уикипедия на английски. Оригиналният текст, както и този превод, са защитени от Лиценза „Криейтив Комънс – Признание – Споделяне на споделеното“, а за съдържание, създадено преди юни 2009 година – от Лиценза за свободна документация на ГНУ. Прегледайте историята на редакциите на оригиналната страница, както и на преводната страница, за да видите списъка на съавторите. ВАЖНО: Този шаблон се отнася единствено до авторските права върху съдържанието на статията. Добавянето му не отменя изискването да се посочват конкретни източници на твърденията, които да бъдат благонадеждни. |